# Tritó pirinenc
El tritó pirinenc (Calotriton asper) és una espècie d'amfibi urodel de la família dels salamàndrids. Actualment es troba amenaçat per la pèrdua d'hàbitat.

## Descripció

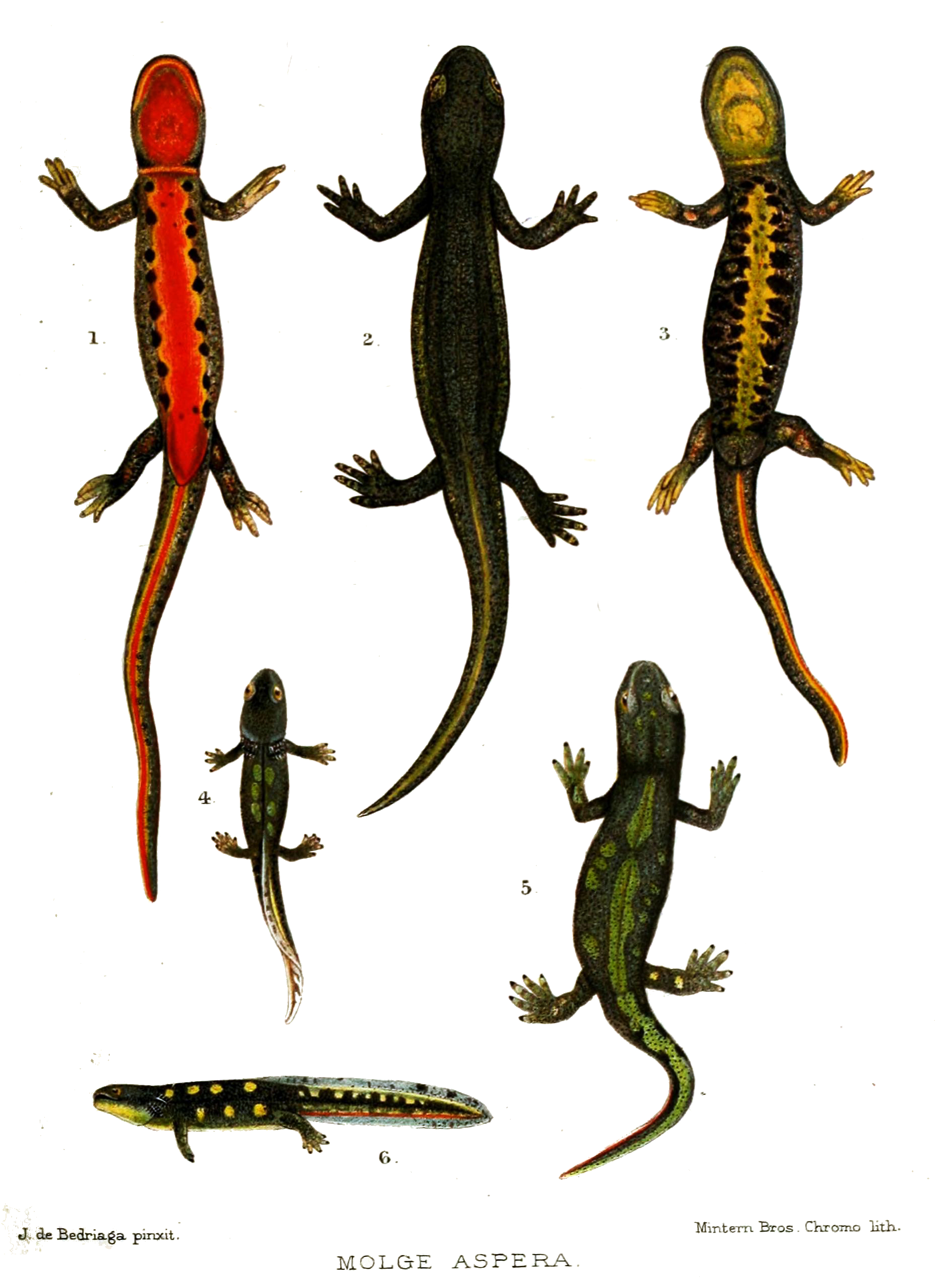
El tritó pirinenc a On the Pyrenean newt, Molge apsera, Duges per Jacques von Bedriaga (1895)

Els adults fan de 10 a 15 cm de llarg dels quals gairebé la meitat corresponen a la cua, força aprimada. Tenen el dors color castany més aviat fosc i uniforme, de vegades amb alguna taca groga o una ratlla longitudinal groga a l'esquena. El ventre el té groguenc. A diferència d'altres espècies de tritons, l'adult no té cresta a l'esquena ni la cua. La larva, de color més clar amb taques fosques, sí que té cresta però només a la cua.

## Distribució
Es troba en ambdues vessants del Pirineu i en punts dels Prepirineus, normalment entre els 700 i els 2.500 m. A Catalunya, fora del Pirineu, hi ha petites poblacions aïllades al Montsec i a les Guilleries.

## Hàbitat
Se'l troba sobretot en aigües netes, no excessivament corrents i no gaire fondes, tot i que és capaç d'adaptar-se a basses, torrents, rierols, llacs i fins i tot abeuradors de bestiar. En general prefereix localitzacions obagues en cotes baixes i més assolellades a més alçada. És bastant aquàtic, però fora del període reproductor se'l pot trobar també fora de l'aigua. Es desplaça més caminant pel fons que nedant.

## Reproducció
El tritó pirinenc cria a finals de primavera i a principis de l'estiu en aigua freda i clara. Els ous que pon la femella mesuren uns 5 mm de diàmetre i s'adhereixen a les pedres submergides.